# Enrico Berrè
Enrico Berrè (Roma, 10 novembre 1992) è uno schermidore italiano, specializzato nella sciabola.

## Biografia
Ha iniziato a praticare la scherma nella Società Sportiva Lazio, Sezione Scherma, allenato nel fioretto da Matilde Lerro. In seguito è passato alla sciabola e si è allenato con il maestro Vincenzo Castrucci fino alla stagione 2011/2012, quando è entrato nel gruppo sportivo delle Fiamme Gialle. Da allora è socio onorario della S.S. Lazio..
Berrè ha vinto la medaglia di bronzo agli europei di Zagabria del 2013 nella gara individuale di sciabola. Nello stesso Europeo ha vinto la medaglia d'oro nella gara a squadre con gli altri sciabolatori della nazionale italiana.
Ai campionati del mondo di Budapest 2013 ha ottenuto un quinto posto nella gara individuale e un sesto posto nella gara a squadre. Ha vinto agli Europei di Strasburgo 2014 la medaglia di oro nelle gare a squadre di sciabola.
Ha vinto agli Europei di Montreux 2015 la medaglia di argento nelle gare a squadre di sciabola. Ha vinto nella gara a squadre la medaglia di Oro ai Mondiali di Mosca 2015.
Ai Mondiali del 2017 a Lipsia vince il bronzo a squadre nella sciabola. Ai Mondiali del 2018 a Wuxi vince l'argento a squadre nella sciabola. Il 28-07-2021 vince la medaglia d'Argento alle Olimpiadi di Tokyo nella gara della Sciabola maschile a squadre insieme ad Aldo Montano, Luigi Samele e Luca Curatoli.

## Palmarès

### Risultati élite
In carriera ha ottenuto i seguenti risultati:
Giochi olimpici
Individuale
A squadre
- Argento nella sciabola a Tokyo 2021

Mondiali
Individuale
A squadre
- Oro nella sciabola a Mosca 2015
- Argento nella sciabola a Wuxi 2018
- Bronzo nella sciabola a Lipsia 2017
- Bronzo nella sciabola a Budapest 2019

Europei
Individuale
- Bronzo nella sciabola a Zagabria 2013

A squadre
- Oro nella sciabola a Zagabria 2013
- Oro nella sciabola a Strasburgo 2014
- Argento nella sciabola a Montreux 2015
- Argento nella sciabola a Toruń 2016
- Argento nella sciabola a Tbilisi 2017
- Argento nella sciabola a Novi Sad 2018
- Bronzo nella sciabola a Düsseldorf 2019

Coppa del mondo
Classifica individuale
- 2013-2014 - 6º classificato
- 2012-2013 - 9º classificato

Classifica a squadre
Prove individuali
- 2013-2014 -  (Plovdiv);  (Padova, Chicago)
- 2016-2017 -  (Dakar)
- 2017-2018 -  (Algeri)

Prove a squadre
Campionati italiani
Individuale
- Oro nella sciabola a Acireale 2014
- Oro nella sciabola a Torino 2015
- Oro nella sciabola a Gorizia 2017
- Oro nella sciabola a Milano 2018
- Bronzo nella sciabola a Cagliari 2024

A squadre
- Oro nella sciabola a Acireale 2014
- Oro nella sciabola a Torino 2015
- Oro nella sciabola a Gorizia 2017
- Oro nella sciabola a La Spezia 2023
- Argento nella sciabola a Bologna 2012
- Argento nella sciabola a Roma 2016
- Argento nella sciabola a Palermo 2019
- Argento nella sciabola a Cassino 2021
- Bronzo nella sciabola a Milano 2018

### Risultati giovani
Mondiali giovani
Individuale
A squadre
- Argento nella sciabola a Mar Morto 2011

Europei giovani
Individuale
- Oro nella sciabola a Lobnja 2010

A squadre
Europei cadetti
Individuale
A squadre
- Argento nella sciabola a Bourges 2009

Campionati del mediterraneo giovani
Individuale
- Bronzo nella sciabola a Loures 2009

A squadre
Campionati del mediterraneo cadetti
Individuale
- Oro nella sciabola a Loures 2009

A squadre